# Меріголд (Міссісіпі)
Меріголд (англ. Merigold) — місто (англ. town) в США, в окрузі Болівар штату Міссісіпі. Населення — 379 осіб (2020).

## Географія
Меріголд розташований за координатами 33°50′21″ пн. ш. 90°43′35″ зх. д. / 33.83917° пн. ш. 90.72639° зх. д. (33.839143, -90.726393).  За даними Бюро перепису населення США в 2010 році місто мало площу 2,51 км², уся площа — суходіл.

## Демографія
Згідно з переписом 2010 року, у місті мешкало 439 осіб у 183 домогосподарствах у складі 116 родин. Густота населення становила 175 осіб/км².  Було 199 помешкань (79/км²).
Расовий склад населення:
| - 50,3 % — чорних або афроамериканців - 42,1 % — білих - 2,5 % — азіатів |

До двох чи більше рас належало 5,0 %. Частка іспаномовних становила 3,9 % від усіх жителів.
За віковим діапазоном населення розподілялося таким чином: 25,1 % — особи молодші 18 років, 62,6 % — особи у віці 18—64 років, 12,3 % — особи у віці 65 років та старші. Медіана віку мешканця становила 42,7 року. На 100 осіб жіночої статі у місті припадало 94,2 чоловіків;  на 100 жінок у віці від 18 років та старших — 86,9 чоловіків також старших 18 років.
Середній дохід на одне домашнє господарство  становив 62 519 доларів США (медіана — 37 500), а середній дохід на одну сім'ю — 68 320 доларів (медіана — 37 500). Медіана доходів становила 29 375 доларів для чоловіків та 35 375 доларів для жінок. За межею бідності перебувало 28,0 % осіб, у тому числі 43,2 % дітей у віці до 18 років та 7,7 % осіб у віці 65 років та старших.
Цивільне працевлаштоване населення становило 209 осіб. Основні галузі зайнятості: освіта, охорона здоров'я та соціальна допомога — 20,1 %, будівництво — 14,8 %, роздрібна торгівля — 12,4 %.